# Erythropterus amabilis
Erythropterus amabilis är en skalbaggsart som beskrevs av Julius Melzer 1934. Erythropterus amabilis ingår i släktet Erythropterus och familjen långhorningar.
Artens utbredningsområde är Paraguay. Inga underarter finns listade i Catalogue of Life.